# Hakea constablei
Hakea constablei är en tvåhjärtbladig växtart som beskrevs av Lawrence Alexander Sidney Johnson. Hakea constablei ingår i släktet Hakea och familjen Proteaceae. Inga underarter finns listade i Catalogue of Life.